# Fleishman Is in Trouble
Fleishman Is in Trouble är en amerikansk dramaserie från 2022 som hade premiär på strömningstjänsten Disney+ den 22 februari 2023. Serien är regisserad av Shari Springer Berman och Robert Pulchi. Serien som består av 8 avsnitt är baserad på Taffy Brodesser-Akners roman med samma namn.

## Handling
Serien kretsar kring Toby Fleishman, som är i 40-årsåldern och nyskild. För att hitta kärleken börjar han testa olika dejtingappar. Precis när han börjar uppleva romantisk framgång försvinner exfrun Rachel spårlöst och lämnar honom ensam med deras barn, 11-åriga Hannah och 9-åriga Solly.

## Roller i urval
- Jesse Eisenberg – Dr. Toby Fleishman
- Lizzy Caplan – Libby; även berättare
- Claire Danes – Rachel
- Adam Brody – Seth
- Josh Radnor – Adam
- Christian Slater - Archer Sylvan